# Mali Kichmái
Mali Kichmái (en ruso: Малый Кичма́й, en adigué: ШэхэкIэицыкIу) es un aul del distrito de Lázarevskoye de la unidad municipal de la ciudad de Sochi del krai de Krasnodar, en el sur de Rusia. Está situado en la orilla izquierda del río Shajé, a 5 km tierra adentro desde el mar Negro, 32 km al noroeste de Sochi y 141 km al sureste de Krasnodar, la capital del krai. Tenía 205 habitantes en 2010.
Pertenece al ókrug rural Kichmaiski.

## Historia
Entre el 30 de junio de 1920 y el 18 de mayo de 1922 el seló Kichmái pertenecía al Ókrug de Sochi del Ókrug del Mar Negro del Óblast de Kubán-Mar Negro. Del 26 de diciembre de 1962 al 16 de enero de 1965 el aul shapsug formó parte del raión de Tuapsé.

## Lugares de interés
Cabe destacar el obelisco a los caídos en la Gran Guerra Patria. En los alrededores hay cascadas.

## Transporte
4 km río abajo se halla Golovinka, en la desembocadura del Shajé en la costa del mar Negro, donde se halla una plataforma ferroviaria de la línea Tuapsé-Sujumi de la red del ferrocarril del Cáucaso Norte y la carretera federal M27 Dzhubga-frontera abjasa.